# Natalia Brussa
Natalia Guadalupe Brussa (née le 13 février 1985 à Santa Fe, en Argentine) est une joueuse argentine naturalisée italienne de volley-ball. Elle mesure 1,88 m et joue au poste de attaquante. 

## Clubs
| Club                    | Pays      | De        | À         |
| ----------------------- | --------- | --------- | --------- |
| Club Atletico Argentino | Argentine | 1994-1995 | 1996-1997 |
| Club Central San Carlos | Argentine | 1997-1998 | 2002-2003 |
| Volley 2002 Forlì       | Italie    | 2003-2004 | 2003-2004 |
| Pallavolo Corridonia    | Italie    | 2004-2005 | 2004-2005 |
| Fornarina Volley        | Italie    | 2005-2006 | 2005-2006 |
| Volley 2002 Forlì       | Italie    | 2006-2007 | 2006-2007 |
| Robursport Pesaro       | Italie    | 2007-2008 | 2008-2009 |
| Parma Volley            | Italie    | 2009-2010 | 2009-2010 |
| River Volley Piacenza   | Italie    | 2010-2011 | 2010-2011 |
| Volleyball Santa Croce  | Italie    | 2011-2012 | 2011-2012 |
| Universal Modena        | Italie    | 2012-2013 | 2012-2013 |
| Volley 2002 Forlì       | Italie    | fév 2013  | mai 2013  |
| Dąbrowa Górnicza        | Pologne   | 2013-2014 | …         |

## Palmarès
- Championnat d'Italie
  - Vainqueur : 2008, 2009.
- Coupe d'Italie
  - Vainqueur :2009.
  - Finaliste : 2007, 2008.
- Supercoupe d'Italie
  - Vainqueur : 2008.
- Coupe de la CEV
  - Vainqueur : 2008.
- Supercoupe de Pologne
  - Vainqueur : 2013.